# Abraham Oakley Hall
Abraham Oakey Hall (Albany, 26 luglio 1826 – New York, 7 ottobre 1898) è stato un politico, scrittore e avvocato statunitense, 79° sindaco di New York.